# Dasylepis integra
Dasylepis integra är en tvåhjärtbladig växtart som beskrevs av Otto Warburg och Adolf Engler. Dasylepis integra ingår i släktet Dasylepis och familjen Achariaceae. Inga underarter finns listade i Catalogue of Life.